# Thiotricha obliquata
Thiotricha obliquata is een vlinder uit de familie van de tastermotten (Gelechiidae). De wetenschappelijke naam van de soort werd voor het eerst geldig gepubliceerd in 1931 door Matsumura als Oegoconiodes obliquata.